# Huf
Huf Hülsbeck & Fürst GmbH & Co. KG eller Huf er en tysk producent af dørgreb, belysning, låsesystemer og andet til bilindustrien, hvor de er underleverandør. 2. April 1908 grundlagde Ernst Hülsbeck og August Fürst virksomheden.
De er ca. 7.800 ansatte og har en omsætning på 1 mia. euro (2020).